# Estación Camet
Estación Camet es una localidad del partido de General Pueyrredón, Provincia de Buenos Aires, Argentina. Tiene sus orígenes con la llegada del ferrocarril el 26 de septiembre de 1886, allí se empezaron a formar caseríos y asentamientos ferroviarios que crecieron con el tiempo, los mismos peones de las estancias cercanas (El Tejado, La Trinidad, etc.) fueron también sus primeros pobladores. El actual barrio El Tejado debe su nombre a que en la década del 40 se loteó lo que serían los jardines de dicha estancia, siguiendo el diseño original, así que una recorrida por El Tejado es una recorrida por los jardines de una añosa estancia que ya no existe, pero que dejó su legado de más de 250 especies vegetales.

## Población
Cuenta con 18,250 habitantes (Indec, 2001), incluyendo los barrios El Tejado, La Laura, El Sosiego, Los Zorzales, Castagnino,